# Kilo-Moto
Kilo-Moto est une région minière aurifère du nord-est de la république démocratique du Congo. Moto est situé dans la province d'Haut-Uele et Kilo dans la province d'Ituri. L'or y a été découvert sur la rivière Ituri en 1903 par les prospecteurs du gouvernement.
La présence de l'or dans le bassin de Kilo-Moto dans l'Etat indépendant du Congo a été signalée dès 1895 par le Commissaire Général Henry de la Lindi. L'annonce publique aurait été différée jusqu'en 1903 pour ne pas compromettre son contrôle dans une région disputée à l'époque par la France et la Grande-Bretagne. En 1903, un prospecteur australien (du nom de Hammam) découvre des alluvions aurifères dans les tributaires de la rivière Ituri, ainsi que près du poste d'Irumu. En 1905, débute l'exploitation proprement dite. L'État indépendant du Congo exploite à son nom et pour son compte. Puis, en 1919, est créée la Régie des Mines de Kilo-Moto devenue en 1926 la Société des Mines d'or de Kilo-Moto (S.O.K.I.M.O), société anonyme par actions. Avec la Compagnie minière des Grands Lacs (MGL), la SOKIMO constitue le pilier de la production aurifère durant toute la période coloniale jusqu'en 1960.

## Géologie
Dans le sous-sol de l'Ituri s'étendent des formations géologiques surnommées Greenstone belt dont l'origine remonte à l'époque du Néoarchéen de -2800  à -2500 millions d'années et au sein desquelles se trouve de l'or.
Avec la province voisine du Haut-Uele, l'Ituri contient une des réserves non-exploitées les plus importantes au monde .
Dès sa découverte l'Etat indépendant du Congo (EIC) s'arroge le monopole d'exploitation sur une superficie de 550 000 km2 située à l'époque dans la Province orientale, scindée depuis en Ituri et Haut-Uele.
Le siège de l'exploitation est installé à Kilo. À la mort du roi des belges Léopold II, l'État belge adjoint à la mine de Kilo celle de Moto située dans le territoire de Watsa dans le Haut-Uele.

## Développement après l'indépendance
En 1966, la société SOKIMO est transformée en un organe de droit public dont l'État congolais est actionnaire majoritaire en contrepartie de la concession pour un terme de 50 ans.
En 1973, les statuts sont révisés et sa raison sociale devient Office des Mines d'or de Kilo-Moto (O.K.I.M.O) puis, en 2011, la société reprendra son nom antérieur.
En 1981, la libéralisation du secteur minier permet de retrouver de l' ampleur au cours des deux décennies suivantes, après une période de rendements décroissants.
Des établissements de négoce de l'or se mettent en place dans des circuits en direction de l'Ouganda, du Rwanda et du Burundi. Mais les modes d'exploitations artisanaux coexistent avec l'ancienne structure industrielle.
Cette coexistence est remise en cause après le déclenchement de la première guerre du Congo et Laurent Désiré Kabila dut renégocier plusieurs fois les contrats miniers. En 1998, l'armée ougandaise (Uganda Peoples Defense Force) prend le contrôle de la ceinture de Kilo avec leurs alliés congolais du RCD jusqu'en 2003. Puis le groupe rebelle FNI joua le rôle d'intermédiaire et en novembre 2003 a pris corps le projet minier d'Ashanti Goldfields Kilo (AGK) mené par Ashanti Goldfields Corporation (en) en co-entreprise avec le gouvernement congolais sur le site proche de Kilo à Mongbwalu. La société SOKIMO s'associe à ces projets en mettant ses actifs matériels à disposition tout en restant minoritaire. Elle détient alors trois concessions : Moto (4 560 km2), Zani-Kodo (4 885 km2) et Kilo (8 191 km2).
Les relations entre la SOKIMO et les creuseurs indépendants locaux se sont toutefois détériorées. Les compagnies internationales sont intervenues pour que la SOKIMO déloge les creuseurs des concessions. .
Depuis 2002-2003, sous l'effet du retour à la paix, les concessions se sont multipliées. Toutefois 99% des creuseurs artisanaux ne détiennent aucune autorisation  officielle. C'est un problème central pour cette région.